# Welterbe in Japan

Zum Welterbe in Japan gehören (Stand 2024) 26 UNESCO-Welterbestätten, darunter 21 Stätten des Weltkulturerbes und fünf Stätten des Weltnaturerbes. Japan ist der Welterbekonvention 1992 beigetreten, die ersten vier Welterbestätten wurden 1993 in die Welterbeliste aufgenommen. Die bislang letzte Welterbestätte wurde 2021 eingetragen.

## Welterbestätten
Die folgende Tabelle listet die UNESCO-Welterbestätten in Japan in chronologischer Reihenfolge nach dem Jahr ihrer Aufnahme in die Welterbeliste (K – Kulturerbe, N – Naturerbe, K/N – gemischt, (G) – auf der Liste des gefährdeten Welterbes).
| Bild                                                                                            | Bezeichnung                                                                                     | Jahr | Typ | Ref. | Beschreibung |
| ----------------------------------------------------------------------------------------------- | ----------------------------------------------------------------------------------------------- | ---- | --- | ---- | --- |
| (weitere Bilder)                                                                                | Buddhistische Heiligtümer von Horyu-ji (Lage)                                                   | 1993 | K   | 660  | buddhistischer Tempel in der Stadt Ikaruga |
| (weitere Bilder)                                                                                | Adelssitz Himeji-jō (Lage)                                                                      | 1993 | K   | 661  | Burganlage aus dem 17. Jahrhundert in der Stadt Himeji. |
| Zedernwald von Yakushima                                                                        | Zedernwald von Yakushima (Lage)                                                                 | 1993 | N   | 662  | Wald aus Sicheltannen (Cryptomeria japonica, auch Japanische Zeder genannt) auf der Insel Yakushima. |
| (weitere Bilder)                                                                                | Buchenwald von Shirakami (Lage)                                                                 | 1993 | N   | 663  | gebirgige, unberührte Waldlandschaft in den Präfekturen Akita und Aomori. |
| (weitere Bilder)                                                                                | Baudenkmäler und Gärten der Kaiserstadt Kyoto (Lage)                                            | 1994 | K   | 688  | Die Welterbestätte umfasst 17 Orte in Japan, die in den drei Städten Kyōto, Uji und Ōtsu liegen. |
| (weitere Bilder)                                                                                | Historische Dörfer von Shirakawa-go und Gokayama (Lage)                                         | 1995 | K   | 734  | drei historische Dörfer im Flusstal des Shōgawa. |
| (weitere Bilder)                                                                                | Friedensdenkmal in Hiroshima (Lage)                                                             | 1996 | K   | 775  | eine Gedenkstätte für den ersten kriegerischen Einsatz einer Atombombe im Friedenspark Hiroshima. |
| (weitere Bilder)                                                                                | Shinto-Schrein von Itsukushima (Lage)                                                           | 1996 | K   | 776  | Shintō-Schrein auf der Insel Miyajima mit über dem Wasser einer Bucht gebauten Bauwerken. |
| Baudenkmäler und Gärten der Kaiserstadt Nara                                                    | Baudenkmäler und Gärten der Kaiserstadt Nara (Lage)                                             | 1998 | K   | 870  | Dazu gehören: Gangō-ji, Palast Heijō, Kasuga-Taisha, Kasugayama-Urwald, Kōfuku-ji, Tōdai-ji, Tōshōdai-ji und Yakushi-ji in Nara |
| Schreine und Tempel von Nikko                                                                   | Schreine und Tempel von Nikko (Lage)                                                            | 1999 | K   | 913  | Dazu gehören: Toshogu, Futarasan-Schrein und Rinnō-ji in Nikkō |
| Archäologische Stätten des Königreichs der Ryukyu-Inseln                                        | Archäologische Stätten des Königreichs der Ryukyu-Inseln (Lage)                                 | 2000 | K   | 972  | auf den Ryūkyū-Inseln |
| Heilige Stätten und Pilgerstraßen in den Kii-Bergen                                             | Heilige Stätten und Pilgerstraßen in den Kii-Bergen (Lage)                                      | 2004 | K   | 1142 | in den Kii-Bergen |
| Shiretoko                                                                                       | Shiretoko (Lage)                                                                                | 2005 | N   | 1193 | |
| Iwami-Ginzan-Silbermine und Kulturlandschaft                                                    | Iwami-Ginzan-Silbermine und Kulturlandschaft (Lage)                                             | 2007 | K   | 1246 | |
| Hiraizumi – Tempel, Gärten und archäologische Stätten des Reines-Land-Buddhismus                | Hiraizumi – Tempel, Gärten und archäologische Stätten des Reines-Land-Buddhismus (Lage)         | 2011 | K   | 1277 | in der Stadt Hiraizumi Weitere Tempel, Gärten und archäologische Stätten stehen seit 2012 auf der Tentativliste (Ref. 5760) |
| Ogasawara-Inseln                                                                                | Ogasawara-Inseln (Lage)                                                                         | 2011 | N   | 1362 | |
| Fujisan                                                                                         | Fujisan (Lage)                                                                                  | 2013 | K   | 1418 | umfasst 25 Stätten die um den Fuji liegen, einschließlich des Fuji selbst. |
| Stätten der Seidenspinnerei in Tomioka                                                          | Stätten der Seidenspinnerei in Tomioka (Lage)                                                   | 2014 | K   | 1449 | Die Seidenspinnerei und Seidenfabrik in Tomioka wurde 1872 von der japanischen Regierung, mit aus Frankreich importierten Maschinen, erbaut und ist damit die älteste japanische Fabrik die nach industriellen Methoden Seide herstellt. |
| Stätten der industriellen Revolution in der Meiji-Zeit                                          | Stätten der industriellen Revolution in der Meiji-Zeit (Lage)                                   | 2015 | K   | 1484 | 23 Stätten in Kyūshū und Yamaguchi: Hashima-Kohleminen, Früheres Glover-Haus, Shūseikan, Miike-Kohlemine, Yawata Steel Works, Leuchtturm Mutsurejima, Hagi-Flammofen, Shōkasonjuku-Akademie, Burgstadt Hagi etc. |
| Das architektonische Werk von Le Corbusier – ein herausragender Beitrag zur „Modernen Bewegung“ | Das architektonische Werk von Le Corbusier – ein herausragender Beitrag zur „Modernen Bewegung“ | 2016 | K   | 1321 | 17 Bauten des Architekten Le Corbusier wurden in die Welterbeliste aufgenommen. In Japan gehört dazu das Hauptgebäude des Nationalmuseums für westliche Kunst, die übrigen Stätten liegen in Frankreich, Argentinien, Belgien, Deutschland, Indien und der Schweiz. Die Gebäude zeigen die Lösungen, welche die Moderne im 20. Jahrhundert für die Herausforderungen des Erfindens neuer architektonischen Techniken bereithielt, um auf die Bedürfnisse der Gesellschaft einzugehen.                                                                        |
| Heilige Insel Okinoshima und zugehörige Stätten in der Region Munakata                          | Heilige Insel Okinoshima und zugehörige Stätten in der Region Munakata (Lage)                   | 2017 | K   | 1535 | Okinoshima ist eine Insel zwischen Japan und Korea, die zur Gemeinde Munakata gehört. Sie hatte für Seeleute des 1. Jahrtausends eine besondere religiöse Bedeutung. |
| Verborgene christliche Stätten in der Region Nagasaki                                           | Verborgene christliche Stätten in der Region Nagasaki (Lage)                                    | 2018 | K   | 1495 | Durch Missionare gelangte das Christentum im 17. Jahrhundert nach Japan. Bald darauf wurde das Christentum untersagt und verfolgt, was die Christen zu einer heimlichen Ausübung in entlegene Stätten zwang. Die zehn Dörfer, die Kathedrale und die Burg, die diese Welterbestätte umfasst, zeugen von den verschiedenen Phasen des Christentums, auch nach der Aufhebung des Verbots. Die Welterbestätte versinnbildlicht die spezielle christliche Kultur, die sich in Japan entwickelt hat und über die darauffolgenden zwei Jahrhunderte bewahrt wurde. |
| Kofun-Gruppe von Mozu-Foruichi: Hügelgräber aus Alt-Japan                                       | Kofun-Gruppe von Mozu-Foruichi: Hügelgräber aus Alt-Japan (Lage)                                | 2019 | K   | 1593 | Die Erbestätte umfasst die Kofun-Gruppe von Mozu-Furuichi. 49 Hügelgräber in der Präfektur Osaka, welche auf herausragende Weise die Kofun-Zeit zwischen dem 3. und 6. Jahrhundert veranschaulichen. |
| (weitere Bilder)                                                                                | Die Inseln Amami-Oshima, Tokunoshima, Iriomote und nördlicher Teil der Insel Okinawa (Lage)     | 2021 | N   | 1574 | Inseln aus der Inselgruppe der Ryūkyū-Inseln im Süden Japans, umfasst die beiden zu den Amami-Inseln gehörenden Inseln Amami-Ōshima und Tokunoshima in der Präfektur Kagoshima sowie den nördlichen Teil der zu den Okinawa-Inseln gehörenden Insel Okinawa Hontō und die zu den Yaeyama-Inseln gehörende Insel Iriomote in der Präfektur Okinawa |
| (weitere Bilder)                                                                                | Prähistorische Stätten der Jomon in Nordjapan (Lage)                                            | 2021 | K   | 1632 | 17 archäologische Fundstätten der Jomon-Kultur im Süden der Insel Hokkaido und im Norden der Region Tōhoku |
| Goldbergwerke der Insel Sado                                                                    | Goldbergwerke der Insel Sado (Lage)                                                             | 2024 | K   | 1698 | Ehemaliger Minenkomplex in Sado |

## Tentativliste
In der Tentativliste sind die Stätten eingetragen, die für eine Nominierung zur Aufnahme in die Welterbeliste vorgesehen sind.

### Aktuelle Welterbekandidaten
Derzeit (2024) sind vier Stätten in der Tentativliste von Japan eingetragen, die letzte Eintragung erfolgte 2012. Die folgende Tabelle listet die Stätten in chronologischer Reihenfolge nach dem Jahr ihrer Aufnahme in die Tentativliste.
| Bild                                                                                            | Bezeichnung                                                                                            | Jahr | Typ | Ref. | Beschreibung |
| ----------------------------------------------------------------------------------------------- | --- | ---- | --- | ---- | --- |
| Tempel, Schreine und andere Bauwerke des alten Kamakura                                         | Tempel, Schreine und andere Bauwerke des alten Kamakura (Lage)                                         | 1992 | K   | 370  | Tsurugaoka Hachiman-gū, Jufuku-ji, Kenchō-ji, Zuisen-ji, Kōtoku-in, Kakuon-ji, Ruinen von Buppō-ji, Ruinen von Yōfuku-ji, Ruinen von Hokkedō, Ruinen der Hōjō-Tokiwa-Residenz, Kamegayatsuzaka-Pass, Kehaizaka-Pass, Daibutsu-Pass, Gokuraku-ji, Engaku-ji, Egara-Tenjin-Schrein, Jōkōmyō-ji, Asaina-Pass, Ruinen von Tōshō-ji, Nagoshi-Pass, Shōmyō-ji, Wakae-jima |
| Hikone-jō                                                                                       | Hikone-jō (Lage)                                                                                       | 1992 | K   | 374  | |
| Asuka-Fujiwara: Archäologische Stätten der alten Hauptstädte Japans und zugehörige Stätten      | Asuka-Fujiwara: Archäologische Stätten der alten Hauptstädte Japans und zugehörige Stätten (Lage)      | 2007 | K   | 5097 | Cluster archäologischer Stätten alter Hauptstädte in dem Gebiet von Asuka, darunter u. a. Ishibutai-Kofun, Takamatsuzuka Kofun, Kitora Kofun, Kawara-dera, Asuka-dera, Oka-dera, Yamada-dera, Fujiwara-kyō und Yamato Sanzan |
| Hiraizumi – Repräsentative Tempel, Gärten und archäologische Stätten des Reines-Land-Buddhismus | Hiraizumi – Repräsentative Tempel, Gärten und archäologische Stätten des Reines-Land-Buddhismus (Lage) | 2012 | K   | 5760 | geplante Erweiterung der Welterbestätte „Hiraizumi – Tempel, Gärten und archäologische Stätten des Reines-Land-Buddhismus“ (Ref. 1277) |

### Ehemalige Welterbekandidaten
Diese Stätten standen früher auf der Tentativliste, wurden jedoch wieder zurückgezogen oder von der UNESCO abgelehnt. Stätten, die in anderen Einträgen auf der Tentativliste enthalten oder Bestandteile von Welterbestätten sind, werden hier nicht berücksichtigt.
| Bild                                | Bezeichnung                                        | Jahr   | Typ | Ref. | Beschreibung |
| ----------------------------------- | -------------------------------------------------- | ------ | --- | ---- | --- |
| Urakami-Kathedrale (weitere Bilder) | Kirchen und christliche Stätten in Nagasaki (Lage) | 2007–? | K   | 5096 | Von den ursprünglich zu diesem noch auf der Tentativliste stehenden Vorschlag zählenden Stätten wurden fünfzehn wieder zurückgezogen, dreizehn verbleiben auf der Liste. Zu den zurückgezogenen Stätten zählen: Ehemaliges Katholisches Seminar, Aosagaura-Kirche, Mementos des Paters Marc Marie de Rotz, Ehemaliges Shitsu-Hilfzentrum, Dōzaki-Kirche, Hōki-Kirche, Christliche Grabsteine, Stätte der Märtyrer von Nagasaki, St.-Dominik-Kirche, Urakami-Kathedrale, Ehemalige Residenz des Erzbischofs, Kaminoshima-Kirche, Kurosaki-Kirche, Himosashi-Kirche und Ōso-Kirche. |